# Arbitraje de tasas de interés
El arbitraje de tasas de interés (en inglés, covered interest arbitrage, o arbitraje de interés cubierto) es una estrategia de inversión mediante la cual un inversionista compra un instrumento financiero denominado en una moneda extranjera y cubre su exposición al riesgo del tipo de cambio. El arbitraje de tasas de interés es un tipo de arbitraje, es decir, debe producir una utilidad inmediata libre de riesgo.

## Ejemplo
El arbitraje de tasas de interés pretende aprovechar las diferencias en las tasas de interés que existen entre los sistemas financieros en diferentes países. Por ejemplo, si el gobierno de los Estados Unidos paga 2% por un bono con plazo de un año, y el gobierno de Canadá paga 4% por un bono de la misma duración, un inversionista estadounidense podría invertir su dinero en Canadá (donde ganará el doble de interés). Sin embargo, puesto que los Estados Unidos utilizan el dólar y Canadá el dólar canadiense, el inversionista está expuesto al riesgo en el tipo de cambio, el cual puede producirle una pérdida al final del año que dura la inversión. El proceso para generar arbitraje sería el siguiente:
Escenario:
- El inversionista tiene USD 1,000,000 para invertir.
- El tipo de cambio actual es 1 USD = 1.3 CAD (dólares canadienses).
- Existe un contrato de futuros de un año entre dólares canadienses y dólares estadounidenses, con un cambio de 1 USD = 1.30 CAD.
- Asuma que no existe fricción durante el proceso (no hay costos de transacción ni impuestos).
- El bono canadiense realiza un solo pago de interés al final del año. Lo mismo sucede con el bono estadounidense.

Proceso:
1. Primero, el inversionista convierte el millón de dólares estadounidenses en dólares canadienses al tipo de cambio actual. Así el inversionista obtiene CAD 1,300,000.
2. El inversionista compra CAD 1.3 millones en bonos canadienses por un año. A una tasa de 4%, esto significa que el inversionista recibirá un pago de interés de CAD 52,000. Al final del año, el gobierno canadiense le pagará el inversionista CAD 1,300,000 + CAD 52,000, un total de CAD 1,352,000.
3. Inmediatamente después de comprar los bonos canadienses, el inversionista debe vender un contrato de futuros por un valor de CAD 1,352,000. Este contrato tiene un valor de USD 1,040,000.
4. Transcurrido el año, el inversionista recibirá los CAD 1,352,000 del gobierno canadiense, los cuales utilizará para cubrir el contrato de futuros que vendió en el paso anterior.

Puesto que el inversionista aseguró el tipo de cambio con el cual cambiará los CAD 1,352,000 a dólares cuando invirtió en los bonos canadienses (mediante el contrato de futuros), el inversionista tiene asegurado el monto en dólares estadounidenses que recibirá cuando transcurra el año, es decir, es una inversión libre de riesgo.
Si el inversionista hubiera decidido invertir el millón de dólares en los Estados Unidos, al final del año hubiera recibido USD 1,020,000 (al 2% de tasa de interés).

## Equilibrio
Relacionado con el arbitraje de tasas de interés, existe un concepto denominado paridad de tasas de interés. Puesto que la transacción anterior es sumamente atractiva, pues produce una utilidad segura y libre de riesgo, una gran cantidad de inversionistas ejecutarán una transacción igual a la anterior. Esto causará que miles de inversionistas vendan contratos de futuros para dólares canadienses, lo cual pondrá presión sobre el precio de este contrato de futuros. Llegará el punto en que el precio del contrato de futuros será tan bajo, que lo que el inversionista se gane en esta transacción no será mayor a invertir el dinero en bonos de los Estados Unidos. Cuando se llegua a este punto, se considera que el mercado está en equilibrio.